# ISO 3166-2:BD
ISO 3166-2:BD là chuẩn ISO định nghĩa mã địa lý: nó là tập con của ISO 3166-2 áp dụng cho Bangladesh.

## Thư thông tin
- ISO 3166-2:2002-05-21

## Mã
| BD-01 | Bandarban                   |
| BD-02 | Barguna                     |
| BD-03 | Bogra                       |
| BD-04 | Brahmanbaria                |
| BD-05 | Bagerhat                    |
| BD-06 | Barisal                     |
| BD-07 | Bhola                       |
| BD-08 | Comilla                     |
| BD-09 | Chandpur                    |
| BD-10 | Quận Chittagong             |
| BD-11 | Cox's Bazar                 |
| BD-12 | Đơn vị hành chính Chuadanga |
| BD-13 | Quận Dhaka                  |
| BD-14 | Dinajpur                    |
| BD-15 | Faridpur                    |
| BD-16 | Feni                        |
| BD-17 | Gopalganj                   |
| BD-18 | Gazipur                     |
| BD-19 | Gaibandha                   |
| BD-20 | Habiganj                    |
| BD-21 | Jamalpur                    |
| BD-22 | Jessore                     |
| BD-23 | Jhenaidah                   |
| BD-24 | Jaipurhat                   |
| BD-25 | Jhalakati                   |
| BD-26 | Kishoreganj                 |
| BD-27 | Khulna                      |
| BD-28 | Kurigram                    |
| BD-29 | Khagrachari                 |
| BD-30 | Kushtia                     |
| BD-31 | Lakshmipur                  |
| BD-32 | Lalmonirhat                 |
| BD-33 | Manikganj                   |
| BD-34 | Mymensingh                  |
| BD-35 | Munshiganj                  |
| BD-36 | Madaripur                   |
| BD-37 | Magura                      |
| BD-38 | Maulvibazar                 |
| BD-39 | Meherpur                    |
| BD-40 | Narayanganj                 |
| BD-41 | Netrakona                   |
| BD-42 | Narsingdi                   |
| BD-43 | Narail                      |
| BD-44 | Natore                      |
| BD-45 | Nawabganj                   |
| BD-46 | Nilphamari                  |
| BD-47 | Noakhali                    |
| BD-48 | Naogaon                     |
| BD-49 | Pabna                       |
| BD-50 | Pirojpur                    |
| BD-51 | Patuakhali                  |
| BD-52 | Panchagarh                  |
| BD-53 | Rajbari                     |
| BD-54 | Rajshahi                    |
| BD-55 | Rangpur                     |
| BD-56 | Rangamati                   |
| BD-57 | Sherpur                     |
| BD-58 | Satkhira                    |
| BD-59 | Sirajganj                   |
| BD-60 | Sylhet                      |
| BD-61 | Sunamganj                   |
| BD-62 | Shariatpur                  |
| BD-63 | Tangail                     |
| BD-64 | Thakurgaon                  |

| Barisal Division    | Barisal Division |
| ------------------- | ---------------- |
| Barguna             | BD-02            |
| Barisal             | BD-06            |
| Bhola               | BD-07            |
| Jhalakati           | BD-25            |
| Patuakhali          | BD-51            |
| Pirojpur            | BD-50            |
| Chittagong Division |                  |
| Bandarban           | BD-01            |
| Brahmanbaria        | BD-04            |
| Chandpur            | BD-09            |
| Chittagong          | BD-10            |
| Comilla             | BD-08            |
| Cox's Bazar         | BD-11            |
| Feni                | BD-16            |
| Khagrachari         | BD-29            |
| Lakshmipur          | BD-31            |
| Noakhali            | BD-47            |
| Rangamati           | BD-56            |
| Dhaka Division      |                  |
| Dhaka               | BD-13            |
| Faridpur            | BD-15            |
| Gazipur             | BD-18            |
| Gopalganj           | BD-17            |
| Jamalpur            | BD-21            |
| Kishoreganj         | BD-26            |
| Madaripur           | BD-36            |
| Manikganj           | BD-33            |
| Munshiganj          | BD-35            |
| Mymensingh          | BD-34            |
| Narayanganj         | BD-40            |
| Narsingdi           | BD-42            |
| Netrakona           | BD-41            |
| Rajbari             | BD-53            |
| Shariatpur          | BD-62            |
| Sherpur             | BD-57            |
| Tangail             | BD-63            |
| Khulna Division     |                  |
| Bagerhat            | BD-05            |
| Chuadanga           | BD-12            |
| Jessore             | BD-22            |
| Jhenaidah           | BD-23            |
| Khulna              | BD-27            |
| Kushtia             | BD-30            |
| Magura              | BD-37            |
| Meherpur            | BD-39            |
| Narail              | BD-43            |
| Satkhira            | BD-58            |
| Rajshahi Division   |                  |
| Bogra               | BD-03            |
| Dinajpur            | BD-14            |
| Gaibandha           | BD-19            |
| Jaipurhat           | BD-24            |
| Kurigram            | BD-28            |
| Lalmonirhat         | BD-32            |
| Naogaon             | BD-48            |
| Natore              | BD-44            |
| Nawabganj           | BD-45            |
| Nilphamari          | BD-46            |
| Pabna               | BD-49            |
| Panchagarh          | BD-52            |
| Rajshahi            | BD-54            |
| Rangpur             | BD-55            |
| Sirajganj           | BD-59            |
| Thakurgaon          | BD-64            |
| Sylhet Division     |                  |
| Habiganj            | BD-20            |
| Maulvibazar         | BD-38            |
| Sunamganj           | BD-61            |
| Sylhet              | BD-60            |